# Циммерман, Табеа
Табеа Циммерман (нем. Tabea Zimmermann, 8 октября 1966, Лар) — немецкая альтистка.

## Биография
Начала играть на скрипке в три года, на фортепиано — в пять. В 13 лет поступила в консерваторию Фрибура, потом занималась у Шандора Вега в зальцбургском Моцартеуме. Выиграла первые премии на конкурсах в Женеве (1982), Париже (1983), Будапеште (1984).

## Творческие связи
Выступала с Берлинским филармоническим оркестром, оркестром романской Швейцарии и др. крупными оркестрами под руководством К. Мазура, Б. Хайтинка, Н. Арнонкура и других известных дирижёров. Играла в камерных ансамблях с Филиппом Хиршхорном, Гидоном Кремером, Хайнцем Холлигером, Стивеном Иссерлисом, Сабиной Майер, Яшей Немцовым, Кириллом Герштейном.

## Репертуар
В репертуар Циммерман входят Бах, Гайдн, Шуман, Шуберт, Брамс, но прежде всего — современные композиторы, многие из которых (Лигети, Холлигер, Вольфганг Рим, Жорж Ленц) писали сочинения специально для неё. Исполняла произведения А. М. Веприка.

## Педагогическая деятельность
Преподавала в музыкальной академии Саарбрюккена (1987—1989), в консерватории Франкфурта (1994—2002). С 2002 преподаёт в Берлинской Высшей школе музыки имени Эйслера.

## Признание
Музыкальная премия Франкфурта, премия земли Гессен по культуре, Международная премия Академии Киджи (1997), премия Хиндемита г. Ганау (2006), премия ЭХО-Классик, инструменталисту года (2010).